# Zu heiß zum Anfassen (1938)
Zu heiß zum Anfassen ist eine US-amerikanische Filmkomödie von Jack Conway aus dem Jahr 1938. Das Drehbuch, an dem auch Buster Keaton mitgewirkt hat, basiert auf einer Erzählung von Len Hammond. Die Premiere fand am 16. September 1938 statt. In Deutschland kam der Film im Jahr 1939 unter dem Titel Abenteuer in China in die Kinos. Im deutschen Fernsehen wurde er erstmals am 1. September 1980 unter dem Titel Zu heiß zum Anfassen gezeigt. Hier wurde der Film auch unter dem Titel Liebe, die vom Himmel fällt ausgestrahlt.

## Handlung
Die Wochenschau-Produzenten McArthur und Todd sind harte Rivalen. McArthur schickt Chris Hunter, einen skrupellosen Reporter, nach Shanghai, um über den japanisch-chinesischen Krieg zu berichten. Todd hat seinen besten Mann, Bill Dennis, dorthingeschickt. Hunter versucht, seinen Rivalen auszustechen, indem er mit Hilfe von Modellflugzeugen einen japanischen Bombenangriff auf Shanghai filmisch manipuliert. Dennis kommt dem Schwindel jedoch auf die Spur und will sich seinerseits mit einem Trick rächen. Ein angeblicher Hilfsflug soll in Shanghai ankommen. Hunter versteckt sich in einem Krankenwagen, doch das Flugzeug stößt mit der Ambulanz bei der Landung zusammen. Hunter kann die Pilotin Alma Harding aus dem Flugzeug retten.
Dennis kann mit Hilfe von chinesischen Soldaten den Film von Hunters Assistenten Joselito an sich bringen, während Hunter Alma gegenüber vorgibt, den Film verbrannt zu haben und dafür von seinem Chef gefeuert worden zu sein. Er erfährt von ihr, dass sie ihren im Amazonasdschungel verschollenen Bruder Harry suchen will. Sie hilft ihm, nach New York zu kommen, damit er McArthur alles erklären kann. Der nimmt dabei Alma unter Vertrag und finanziert ihre Suchexpedition.
Weil sein Rivale Todd den Film aus Shanghai in Besitz hat, muss McArthur etwas Neues für seine Wochenschau finden. Er lässt Alma und Hunter zu einem Schiffsunglück fliegen. Hunter gelingt es, das explodierende Schiff zu filmen. Dennis erpresst ihn daraufhin, ihn als weiteren Kameramann zu nennen. Hunter wiederum erpresst McArthur zur Zusammenarbeit. Bei einem Bankett zeigt Todd den Shanghai-Film, in dem Alma erklärt, dass der ganze Flug ein Schwindel sei. Alma ist verärgert über eine Äußerung Hunters in dem Film, dass er sie ausnutzen wolle.
Hunter und Dennis verpfänden ihre Kameras. Sie schicken Joselito mit einem Scheck zu Alma, der vorgibt, ein Südamerikaner zu sein. Sie sehen zu, wie Alma losfliegt. Joselito wird von Hunter mit einem Kompass zu McArthur geschickt. Als Dennis herausfindet, dass Hunter seine Kamera wieder in Besitz hat, verkleidet er sich als Ehefrau des Verschollenen und erfährt so, wohin Alma geflogen ist. Ben trifft auf Alma und beide begegnen Hunter und Joselito. Als ein Eingeborener Alma Harrys Armbanduhr übergibt, erkennt Dennis, dass der Kompass ein Trick war, um ihn in die Irre zu führen. Alma und Dennis fliegen los, während Hunter und Joselito zusammen mit dem Eingeborenen ein Kanu nehmen müssen. Der Eingeborene flieht, wird aber von Joselito verwundet.
Als Hunter und Joselito das Eingeborenendorf erreichen, zeigt Hunter ihnen mit einem Projektor Tänzer. Die Eingeborenen halten Hunter für einen weißen Gott, er kann Harry befreien. Joselito wird dagegen gefangen genommen, während Hunter Harrys Malaria behandelt. Hunter und Joselito verkleiden sich als Medizinmänner, als Alma und Bill in der Nähe des Dorfes auftauchen und sie filmen. Alma kümmert sich um Harry, Hunter trägt die Kamera von Dennis. Als der verwundete Eingeborene im Dorf auftaucht, ist Hunters Gottesstatus weg. Er und Joselito flüchten in Richtung Flugzeug, doch Dennis schießt auf sie, weil er sie für angreifende Eingeborene hält. In New York zeigt Todd Dennis ein Foto, Alma erkennt in dem Medizinmann Hunter wieder. Bald darauf trifft sie auf ihn, als er ein Wettschießen filmt.

## Hintergrund
Der Film ist nicht zu verwechseln mit dem britischen Krimi gleichen Namens, den Terence Young im Jahr 1960 mit Jayne Mansfield, Karlheinz Böhm und Christopher Lee drehte.
Buster Keatons Mitarbeit am Drehbuch wurde im Abspann nicht erwähnt. Auf ihn ging die Idee mit dem gefälschten Bombenangriff zurück. Um seiner Rolle gerecht zu werden, arbeitete Clark Gable zwei Tage lang mit einer Wochenschau-Crew zusammen. Zum Zeitpunkt der Dreharbeiten waren Clark Gable und Myrna Loy auf dem Höhepunkt ihrer Karrieren. Gable war der „König von Hollywood“, Loy die „Königin“. Sie drehten sieben Filme zusammen.
Al Shean, ein geborener Deutscher, war ein Onkel der Marx-Brothers. Durch ihn, einen bekannten Darsteller im Vaudeville-Theater, gelangten die fünf Brüder ins Showgeschäft.
Die Ausstattung des Films lag in den Händen von Cedric Gibbons, unterstützt wurde er von Edwin B. Willis. Für den Ton war Douglas Shearer verantwortlich, für die Spezialeffekte A. Arnold Gillespie.

## Kritiken
Das Lexikon des internationalen Films über den Film: „Bis zur Atemlosigkeit rasant inszenierte Komödie, die ihre gesellschaftskritischen Spitzen überraschend bissig und unversöhnlich setzt.“ Die Zeitschrift Cinema zog folgendes Fazit über diese „irrwitzige Dreiecksgeschichte“: „Rasante Komödie aus Hollywoods besten Tagen.“ Variety lobte die „atemlose Spannung, knisternde Dialoge, glanzvolle Darstellungen und die unvermeidliche Romantik“.